# 蒂拉穆克縣
蒂拉穆克縣（英語：Tillamook County）是位於美国俄勒冈州西北部的一個郡，西臨太平洋，面積3,452平方公里。根據2020年美國人口普查，共有人口27,390人。縣治蒂拉穆克。該縣1853年12月15日設縣。縣名是印第安人的一支—蒂拉穆克族（其語言屬薩利什諸語言，最後一名使用者約死於1970年）。